# Ceratobasidium albasitensis
Ceratobasidium albasitensis är en svampart som beskrevs av V. González & V. Rubio 2002. Ceratobasidium albasitensis ingår i släktet Ceratobasidium och familjen Ceratobasidiaceae.   Inga underarter finns listade i Catalogue of Life.